# Thyrocopa
Thyrocopa är ett släkte av fjärilar. Thyrocopa ingår i familjen plattmalar.

## Bildgalleri

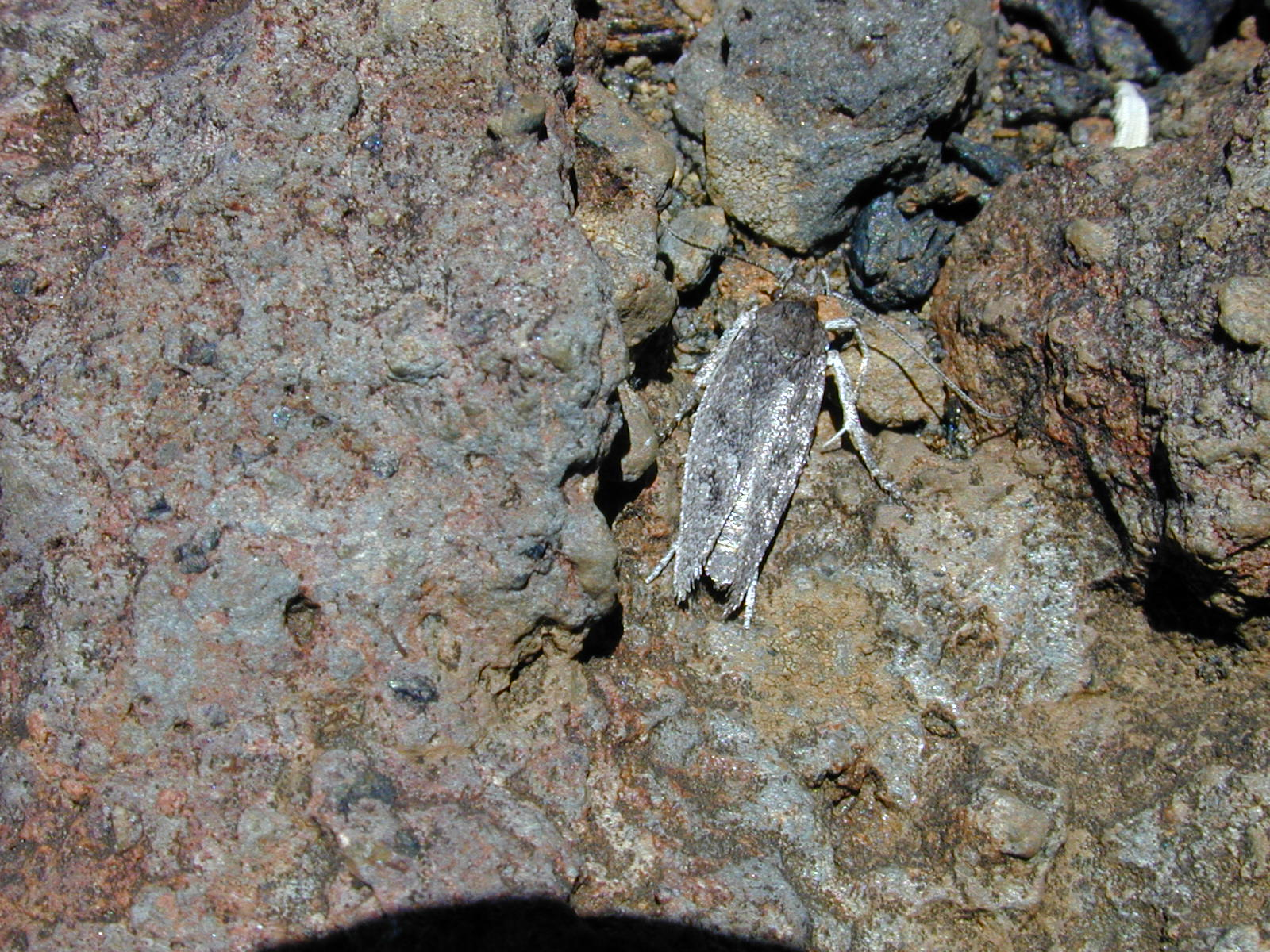
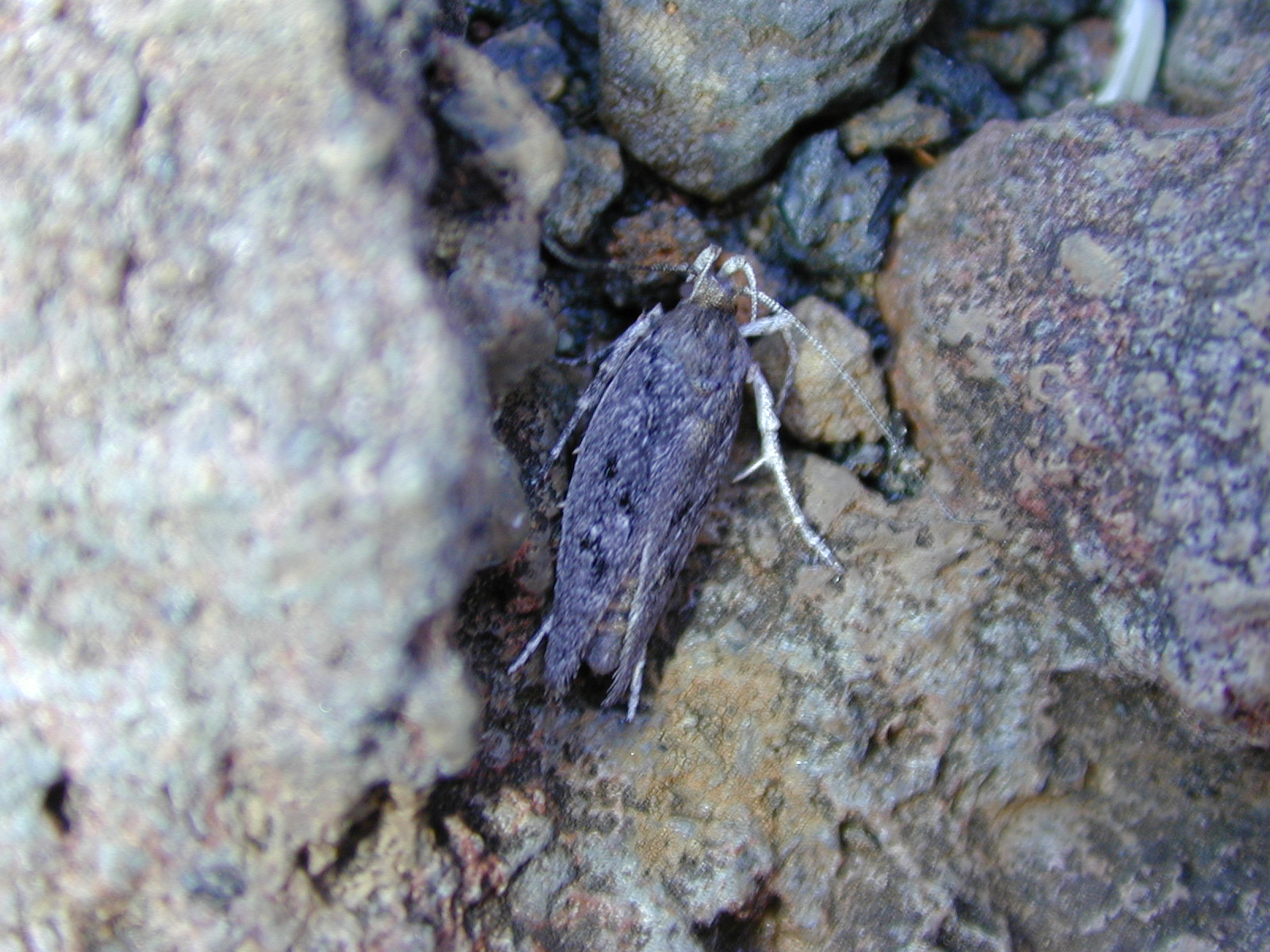
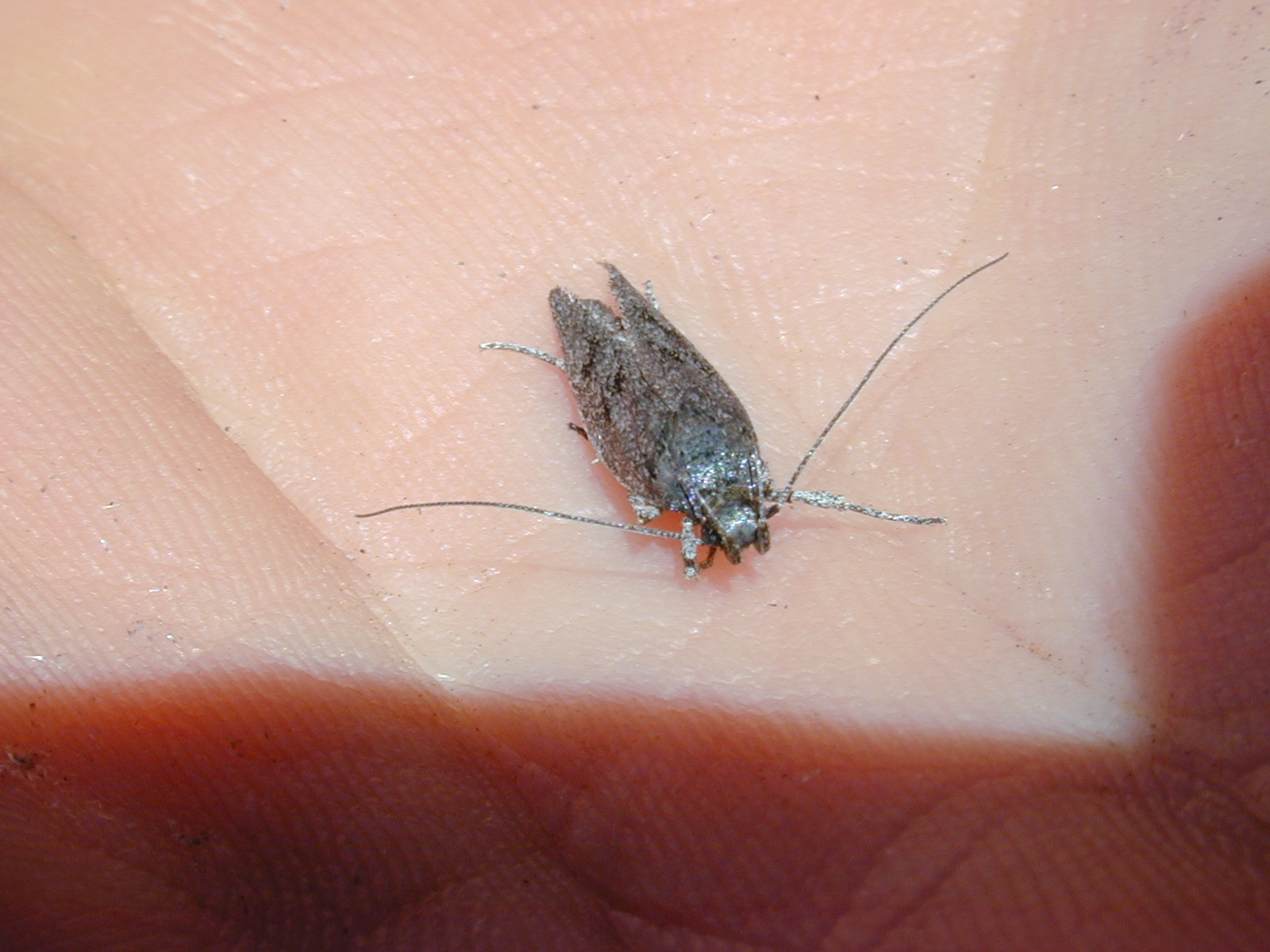
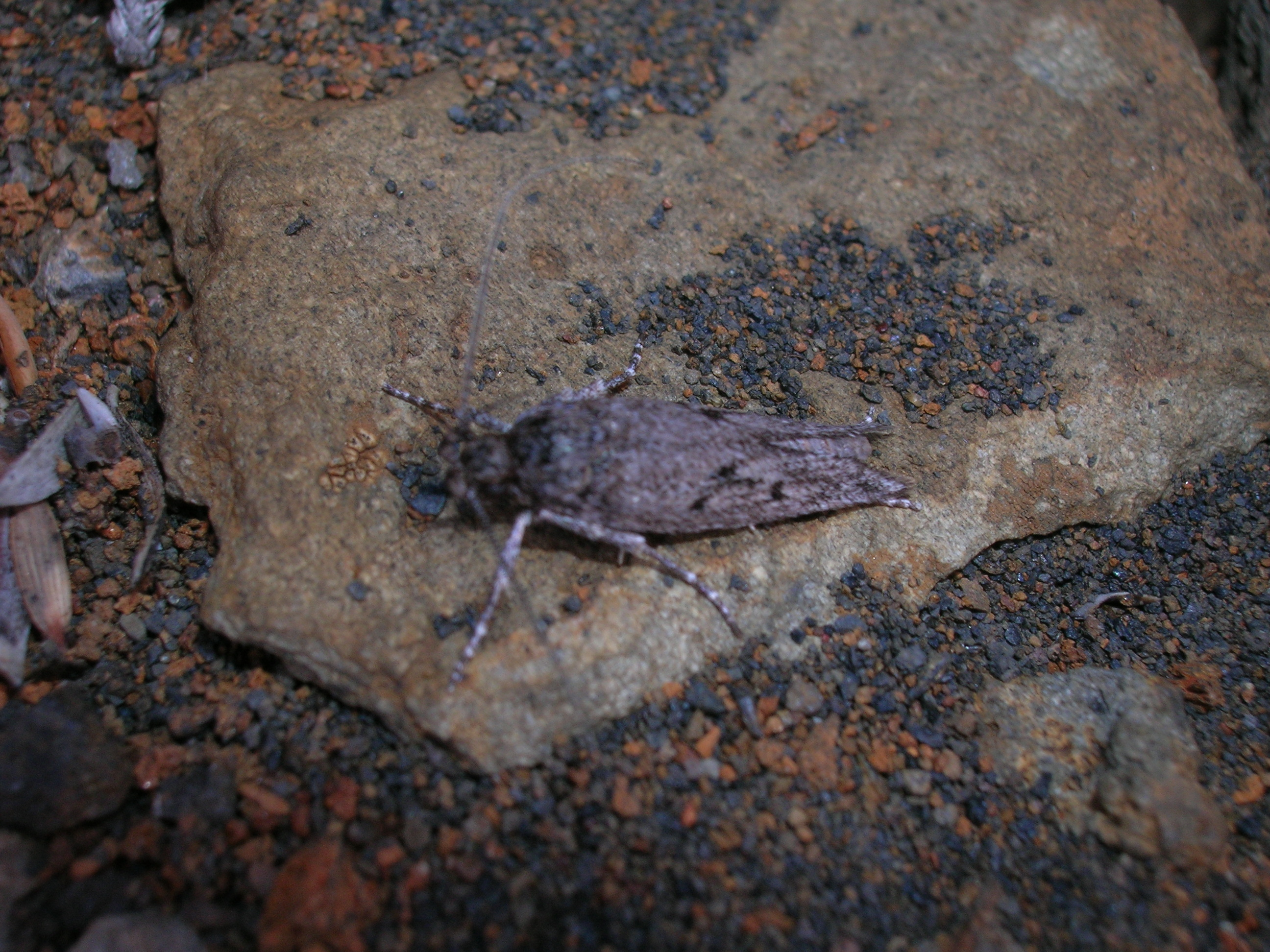
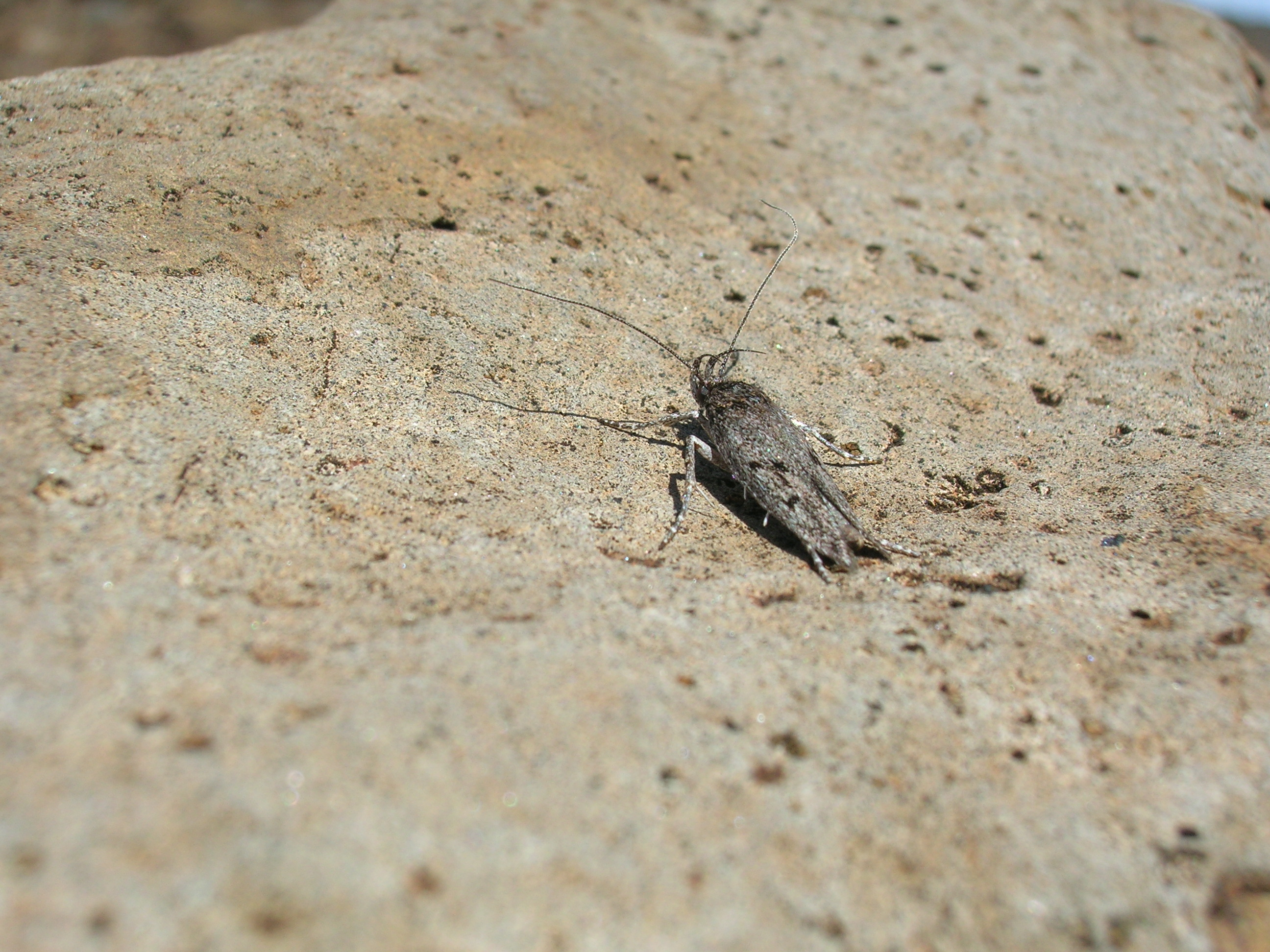
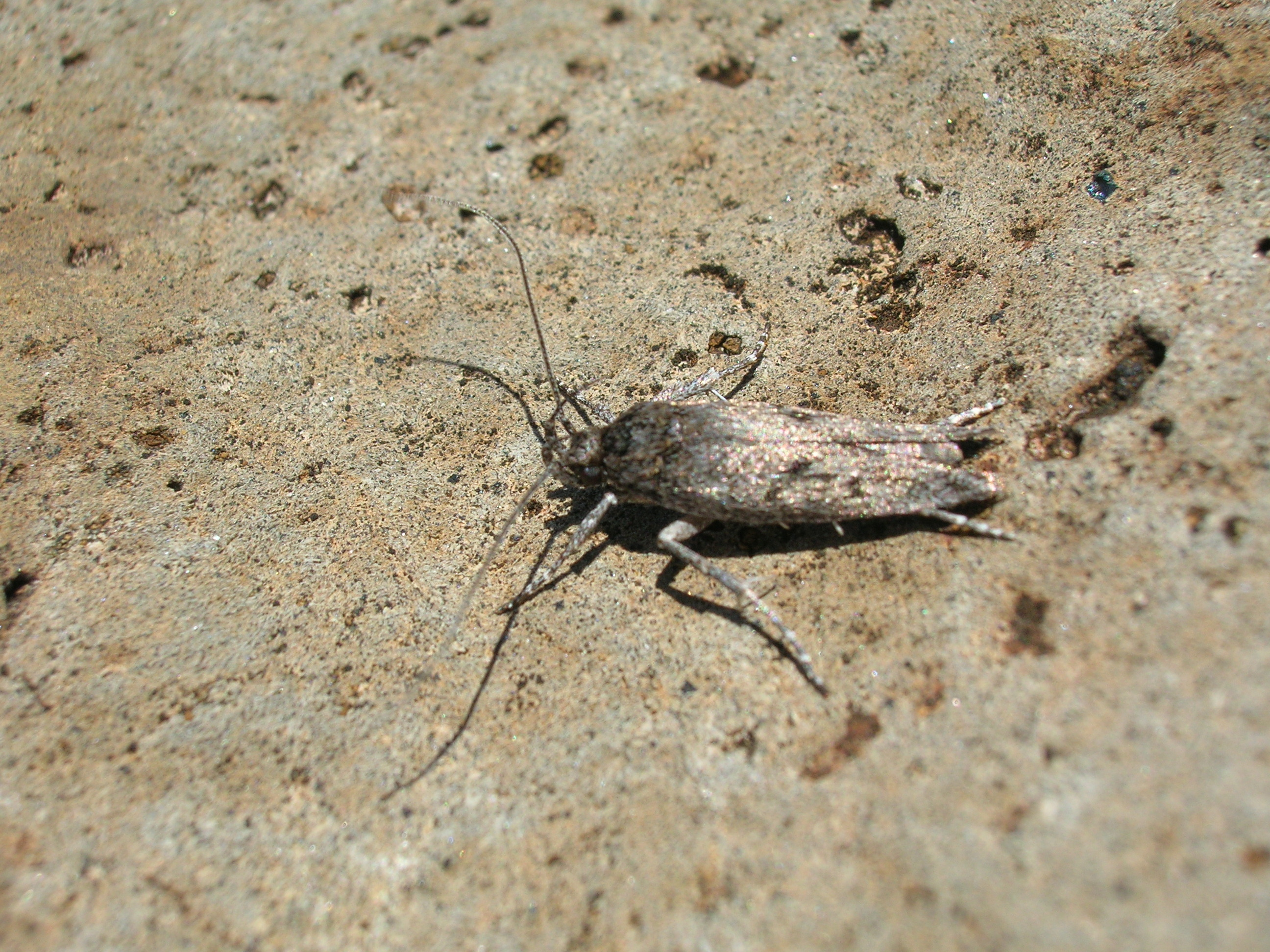

## Dottertaxa tillThyrocopa, i alfabetisk ordning[1]
- Thyrocopa abusa
- Thyrocopa acetosa
- Thyrocopa adumbrata
- Thyrocopa albonubila
- Thyrocopa alterna
- Thyrocopa argentea
- Thyrocopa brevipalpis
- Thyrocopa cinerella
- Thyrocopa criminosa
- Thyrocopa decipiens
- Thyrocopa depressariella
- Thyrocopa epicapna
- Thyrocopa fraudulentella
- Thyrocopa geminipuncta
- Thyrocopa gigas
- Thyrocopa immutata
- Thyrocopa indecora
- Thyrocopa inermis
- Thyrocopa ingeminata
- Thyrocopa lactea
- Thyrocopa leonina
- Thyrocopa librodes
- Thyrocopa mediomaculata
- Thyrocopa megas
- Thyrocopa minor
- Thyrocopa nubifer
- Thyrocopa pallida
- Thyrocopa peleana
- Thyrocopa phycidiformis
- Thyrocopa pulverulenta
- Thyrocopa sapindiella
- Thyrocopa seminatella
- Thyrocopa spilobathra
- Thyrocopa subahenea
- Thyrocopa sucosa
- Thyrocopa tessellatella
- Thyrocopa usitata
- Thyrocopa viduella